# 6가선
6가선(六歌仙)은 일본 헤이안 시대의 시인 중에서 가장 걸출한 6명의 시인을 기노 쓰라유키가 선정한 인물들로 주로 고킨와카슈에 기초를 두고 있다.

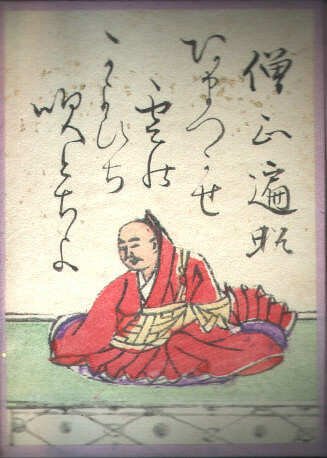
승정 헨조
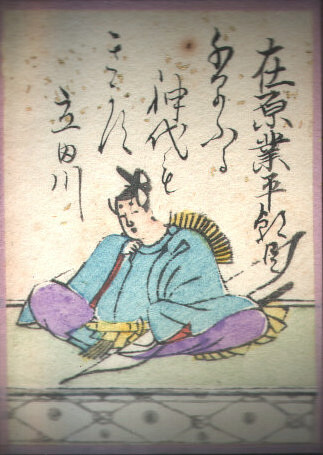
아리와라노 나리히라
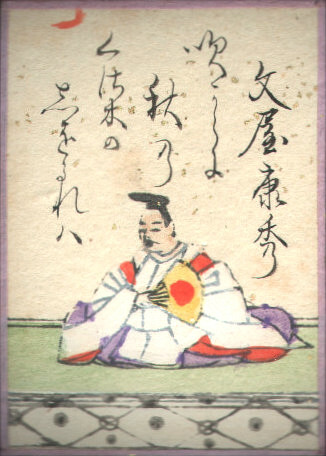
훈야노 야스히데
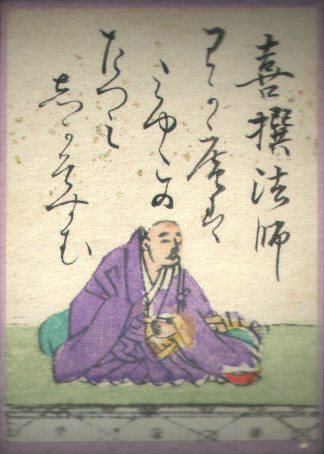
기센 법사
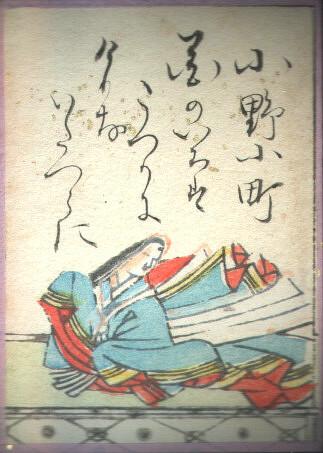
오노노 고마치
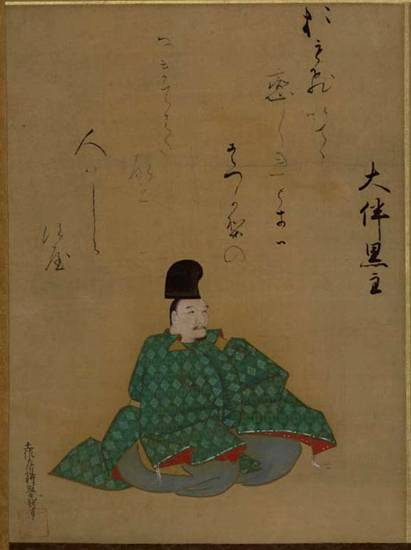
오토모노 구로누시

## 같이 보기
- 백인일수